# Donato Ogliari
Donato Ogliari, né le 10 décembre 1956 à Erba (Lombardie, Italie), est un moine et prélat bénédictin italien, abbé de Noci de 2006 à 2014, puis abbé du Mont-Cassin entre 2014 et 2022, et abbé de Saint-Paul-hors-les-Murs depuis 2022.

## Biographie

### Formation
Donato Ogliari étudie d'abord la philosophie et la théologie à Turin, puis à Londres. Il rejoint ensuite la congrégation des Missionnaires de la Consolata à Turin et prononce ses vœux temporaires le 3 septembre 1978. Le 3 juillet 1982, il reçoit le sacrement de l'ordre, puis poursuit ses études à l'Université catholique de Louvain, où il reçoit son doctorat en théologie grâce à sa thèse sur la relation entre la grâce et le libre-arbitre dans la discussion entre saint Augustin et les semi-pélagiens.

### Abbatiat
En 1988, il quitte la congrégation des Missionnaires de la Consolata et rejoint l'abbaye bénédictine de la Madonna della Scala à Noci, dans les Pouilles. En 1992, Il y prononce ses vœux perpétuels. En 2006, il est élu abbé de Noci et reçoit sa bénédiction abbatiale le 7 octobre suivant.
Le 23 octobre 2014, le pape François le nomme comme 192e abbé de l'abbaye territoriale du Mont-Cassin. Il est alors installé le 22 novembre suivant par le cardinal Marc Ouellet. Profitant de cette nomination, le Pape restructure le territoire de l'abbaye. Seuls les environs immédiats de l’abbaye restent alors sous son autorité et 53 paroisses alentour sont transférées dans le diocèse voisin, renommé diocèse de Sora-Cassino-Aquino-Pontecorvo.
Le 8 juin 2022, Dom Ogliari est nommé abbé de l'abbaye de Saint-Paul-hors-les-Murs, mais demeure administrateur apostolique du Mont-Cassin jusqu'au 16 mars 2023.
Il est nommé membre de la congrégation pour les évêques par le pape François en juillet 2022.
En préparation du conclave de 2025, il est choisi par les cardinaux réunions en congrégation générale pour prononcer devant eux une méditation sur « les problèmes de l'Église » et « sur le choix éclairé du nouveau Pontife ». Il prononce cette méditation le 29 avril 2025. Dans ce discours, il affirme que, face aux défis auxquels fait face l'Église, celle-ci doit rester fidèle à sa vocation fondamentale d'annoncer le Christ. Rappelant l'action du pape François en faveur des plus petits, il rappelle que la douceur et l'humilité sont des qualités essentielles pour guider le peuple de Dieu. Il invite enfin les cardinaux à faire confiance à Dieu et en sa Parole pour guider le peuple chrétien. Il conclut en exhortant ainsi les cardinaux : « Laissez-le, l'Esprit Saint, être le protagoniste principal, laissez-le modeler vos cœurs, éclairer vos esprits et illuminer vos yeux afin que vous puissiez entendre, comprendre et voir les merveilles que le Seigneur est sur le point d'accomplir pour le bien de son Église et du monde entier ! ».